# ベル電話会社
ベル電話会社（ベルでんわがいしゃ、Bell Telephone Company）は、かつてアメリカ合衆国に存在した電話会社である。ベルシステムと呼ばれるアメリカとカナダにおける独占的な電気通信システムを構築し、AT&Tの前身となった。

## 設立以前

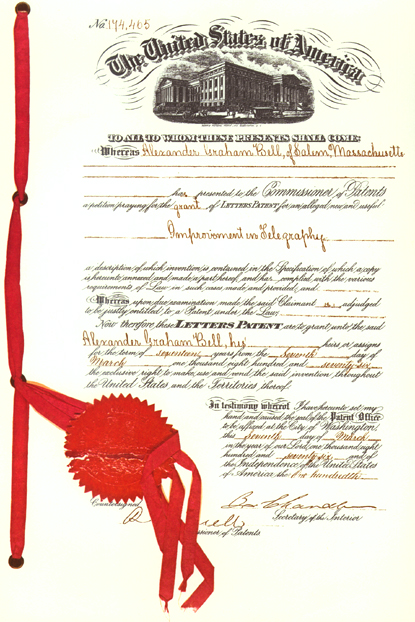
1876年3月7日にベルに交付された電話の基本特許(#174465)

1874年、アレクサンダー・グラハム・ベルとその助手のトーマス・A・ワトソンは、電話に関する特許の保有者となるパートナーシップを設立した。これは後の歴史学者によりベル特許組合(Bell Patent Association)と名付けられたが、法人ではなく口約束で設立されたものだった。
当初、この特許の持ち分はそれぞれ3分の1ずつを、弁護士であり後にベルの義父となるガーディナー・グリーン・ハバード、ベルの聾学校の生徒の父親であり裕福な商人であるトーマス・サンダース、およびベルが保有していた。ハバードは後に、持ち分の一部を他の家族2人に分け与えた。
口約束だけだった特許組合は、1875年2月27日の契約覚書により正式なものとなった。1876年3月7日、ベルに対し電話の基本特許(#174465)が交付された。

## 会社の設立

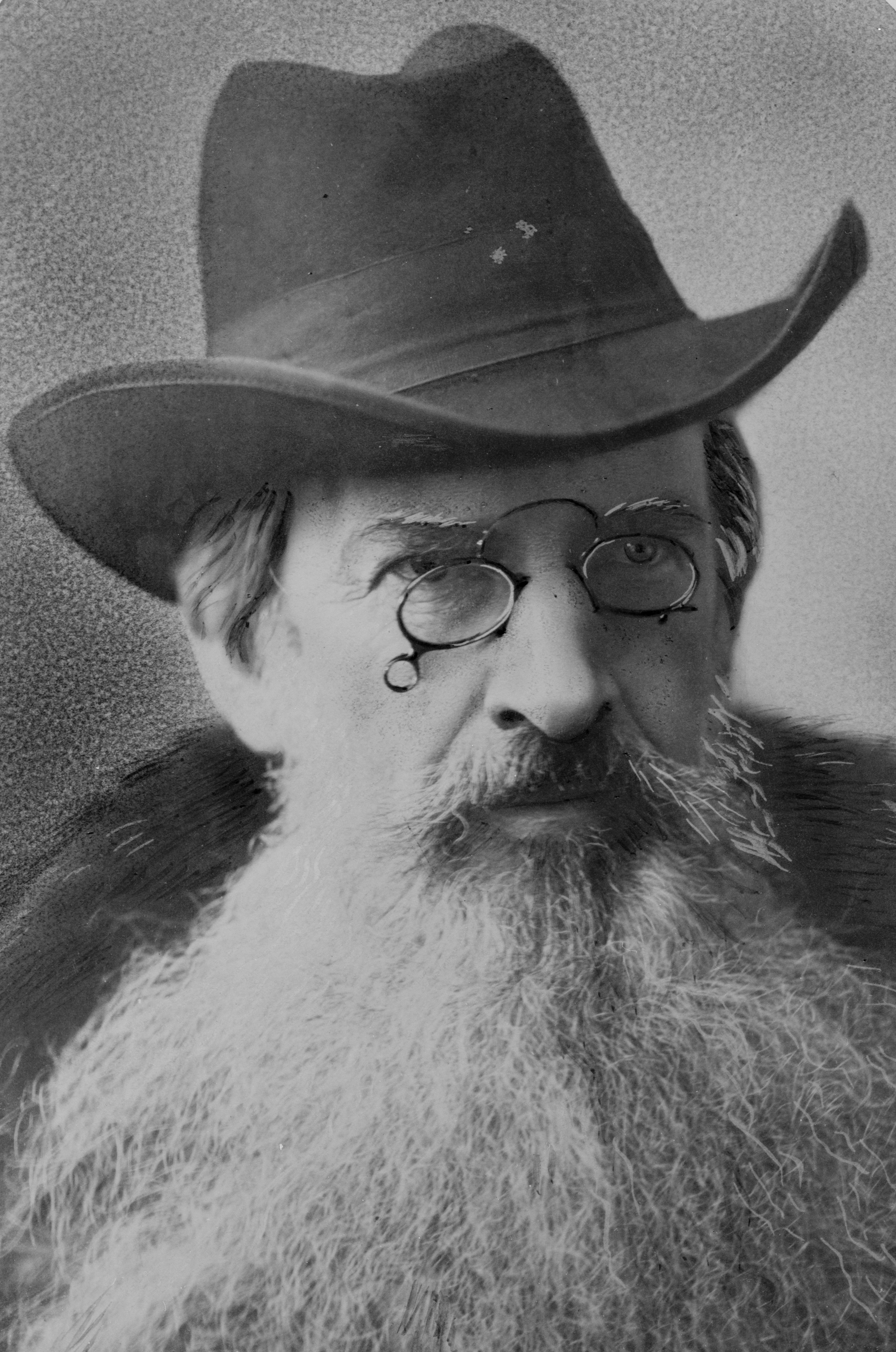
ガーディナー・グリーン・ハバード。ベル電話会社の初代社長

1877年7月9日、マサチューセッツ州ボストンにおいて、ベル特許組合の資産を基礎資産として、ベル電話会社がコモン・ローに基づく合資会社として設立された。設立時、ハバードは受託者であったが、後に事実上の社長となった。主要な出資者であるトーマス・サンダースが財務管理者となった。同社の株式5,000株の設立時の保有数は以下の通りであった。
- ガーディナー・グリーン・ハバード: 1,397株。また、以下の家族が株式を保有していた。
  - ガードルード・ハバード（ハバードの妻）: 100株[10]
  - チャールス・ユースティス・ハバード（ハバードの兄弟もしくは甥）[10][11]: 10株
- アレクサンダー・グラハム・ベル:  1,497株
- トーマス・サンダース: 1,497株
- トーマス・A・ワトソン: 499株[注釈 1]。

会社設立の2日後の1877年7月11日、ベルはハバードの娘のメイベルと結婚した。その際、ベルは自分の持分のうち10株だけを手元に残し、結婚祝いとして1,487株をメイベルに譲渡した。結婚後すぐ、ベル夫妻は1年以上に渡るヨーロッパ旅行に出掛けたが、出発前にメイベルは、実父ハバードに自分の株式の管理を委任した。そのため、過半数の株式を管理するハバードがベル電話会社の事実上の社長となった。
1878年7月30日、ベル電話会社はマサチューセッツ州において4,500株で法人化された。1879年2月17日、ベル電話会社はニューイングランド電信電話会社と合併し、全米ベル電話会社(National Bell Telephone Company)を設立した。1880年3月20日、全米ベル電話会社はアメリカン・スピーキング・テレフォン社と合併し、アメリカン・ベル電話会社(American Bell Telephone Company)となった。アメリカン・ベル社の発行済み株式は、1900年5月までに258,863株にまで増加した。

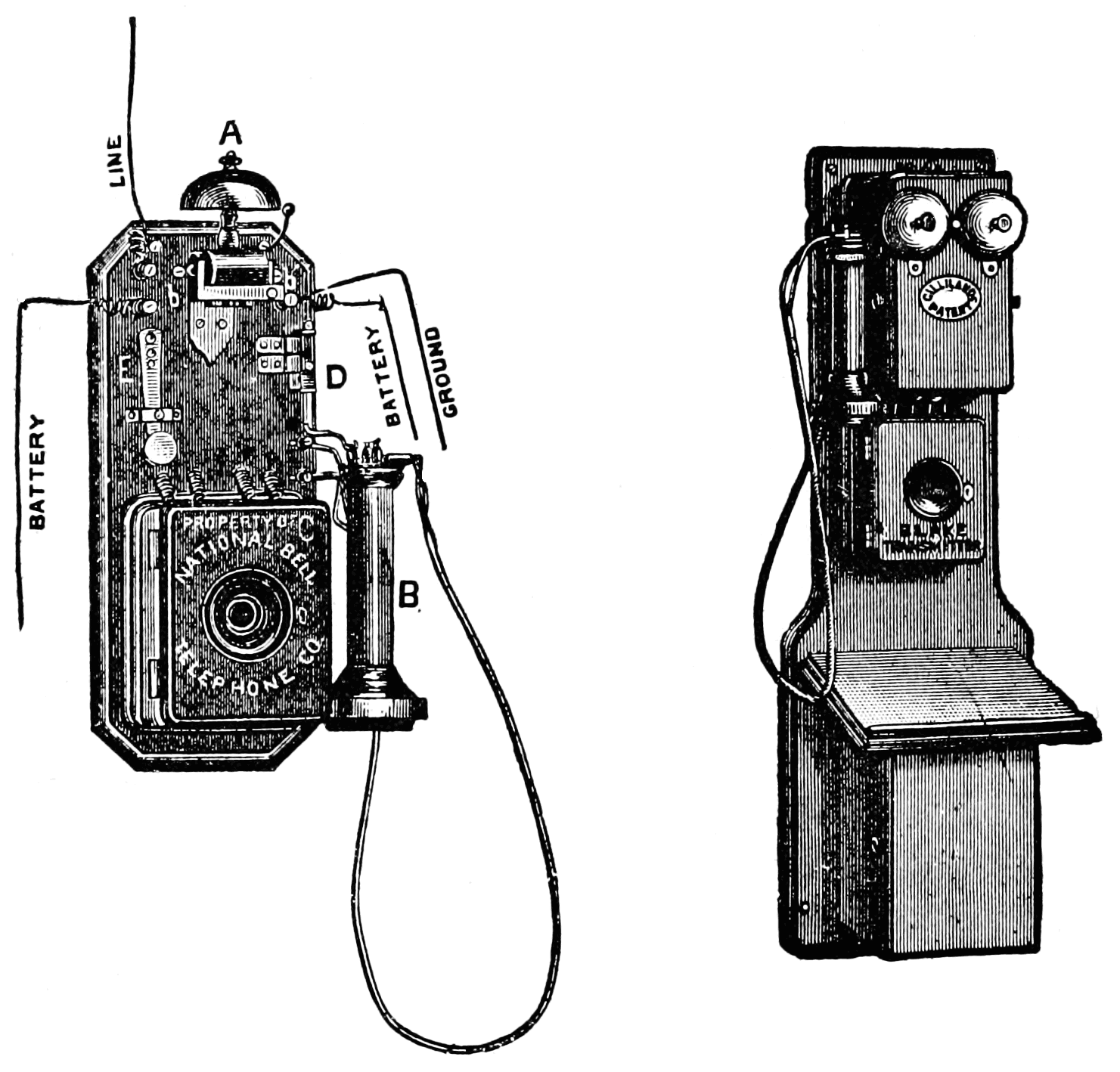
ベル電話会社の壁掛け電話機（1907年）

ハバードとサンダースはそれぞれ、ベル電話会社の設立当初の会社の存続と、後に巨大企業へ成長する上で極めて重要な役割を果たした。ハバードは、電話機を販売ではなくリースとするという形で電話サービスを早い段階で体系化したことが、同社の後の成功に繋がった。ハバードのこの判断は、彼が以前に弁護士としてゴードン・マッケイ靴機械会社のために行った業務の経験に基づくものだった。靴縫製用のミシンを製造していたマッケイ社は、ミシンを販売ではなくリースとし、生産した靴の数に応じたロイヤルティをマッケイ社に支払うこととしていた。ハバードは、初期に投入する費用が大幅に増大してでも、電話機はリースにする方が望ましいと主張した。裕福な商人だったサンダースは、ベルの研究やベル電話会社の運営資金の大半を負担し、持分を手放すまでに総額11万ドルを拠出した。
全米ベル電話会社の設立後まもなく、系列の電話会社の過半数の株式を保有を維持し、電話網を拡大するために、多額の資本が必要となった。1880年4月17日、全米ベル電話会社は、セオドア・ニュートン・ヴェイルを総支配人とするアメリカン・ベル電話会社となった。前年に設立した国際ベル電話会社(IBTC)は、国際的な子会社を保有する持株会社となった 。IBTCの北米以外における最初の子会社は、1882年にベルギーのアントワープに設立したベル電話製造会社(BTMC)だった。カナダにおける子会社であるカナダ・ベル電話会社は、全米ベル電話会社の全額出資により1880年に設立された。
アレクサンダー・グラハム・ベルが手元に残した10株は、アメリカン・ベル電話会社の1株となった後、最終的にAT&Tの2株に転換された。ベルが持っていたアメリカン・ベル社の株券1枚は、転換され無効化された後にAT&T社長フレデリック・ペリー・フィッシュによってベルに記念品として返された。
ベル電話会社の当初の株主のうち、トーマス・ワトソンは1881年に株式を売却した。その後はシェイクスピア俳優として、また、造船所のオーナーとして華やかな人生を送ったが、ベルとの友情は生涯保った。トーマス・サンダースは、ベル社の草創期に全財産のほとんどを使い果たし、ベル社の株式を約100万ドルで売却した。その後、コロラド州の金鉱への投資で再び財産を失った。サンダースはベル社の株式を売却した後も生涯ベルの親友であり続けた。ベルは、耳が不自由なサンダースの息子が成人した際に、その福祉を保証する手助けをした。
1878年後半、ハバードは投資家のウィリアム・ハサウェイ・フォーブスをベル社の社長兼取締役として迎えた。フォーブスの指導の下で、新たな執行委員会が設立され、会社全体の再編成と運営が行われた。ベル社の資本は増強され、ヴェイルが引き継ぎ経営責任者となった。ハバードはベル社の経営を退いた後、ナショナル ジオグラフィック協会を設立して会長に就任し、その翌年にはベルが跡を継いだ。

## 世界展開
1879年、ハバードは、ヨーロッパでの電話機の販売を促進するため、国際ベル電話会社(International Bell Telephone Company, IBTC)をベルギー・ブリュッセルにて設立した。ハバードがヨーロッパを視察した際、ベルギー政府はヨーロッパ子会社の本社を自国に設立してもらうための財政的インセンティブを提示していた。
IBTCはすぐに、様々な電話関連企業を傘下とする持株会社に発展した。その主要な製造部門は、1882年4月にベルギー・アントワープで設立されたベル電話製造会社(Bell Telephone Manufacturing Company, BTMC)だった。BTMCはベル電話会社とイリノイ州シカゴのウェスタン・エレクトリックの合弁会社として設立された。BTMCは、ベルギーで電話サービスを提供する企業として、同年にベルギー・ベル電話会社(Compagnie Belge du Téléphone Bell)を設立した。ベルギーには電話サービスを提供する会社が他にもあるが、ベルギー・ベル電話会社以外は主に電信事業から発展したものである。
最終的にBTMCはウェスタン・エレクトリックの完全子会社となり、他の部門も設立して、大陸ヨーロッパおよびロシアにまたがる電話会社となった。しかし、ウェスタン・エレクトリック自体がアメリカン・ベル電話会社の子会社となり、実質的にBTMCの経営権はベル電話会社に戻った。

### 国際部門の売却
1899年末、アメリカン・ベル電話会社は、子会社であるAT&Tに買収された。これによりAT&Tは、ベルシステムと呼ばれる、北米における独占的な電話事業を行うこととなったが、AT&Tの電話事業の独占に対する批判がアメリカ国内で高まった。そして、AT&Tの電話料金は必要以上に高く、その収益をヨーロッパの事業に回しているのではないかという声が上がった。このような批判やアメリカ政府からの規制により、AT&T社長のウォルター・シャーマン・ギフォードは1925年、カナダ国内の事業（現在のベル・カナダとノーテルネットワークス）を除いた国際部門の大半を売却した。
AT&Tのヨーロッパ部門は、国際通信事業で急成長中のInternational Telephone & Telegraph（現 ITT）に売却された。

## AT&Tによる買収

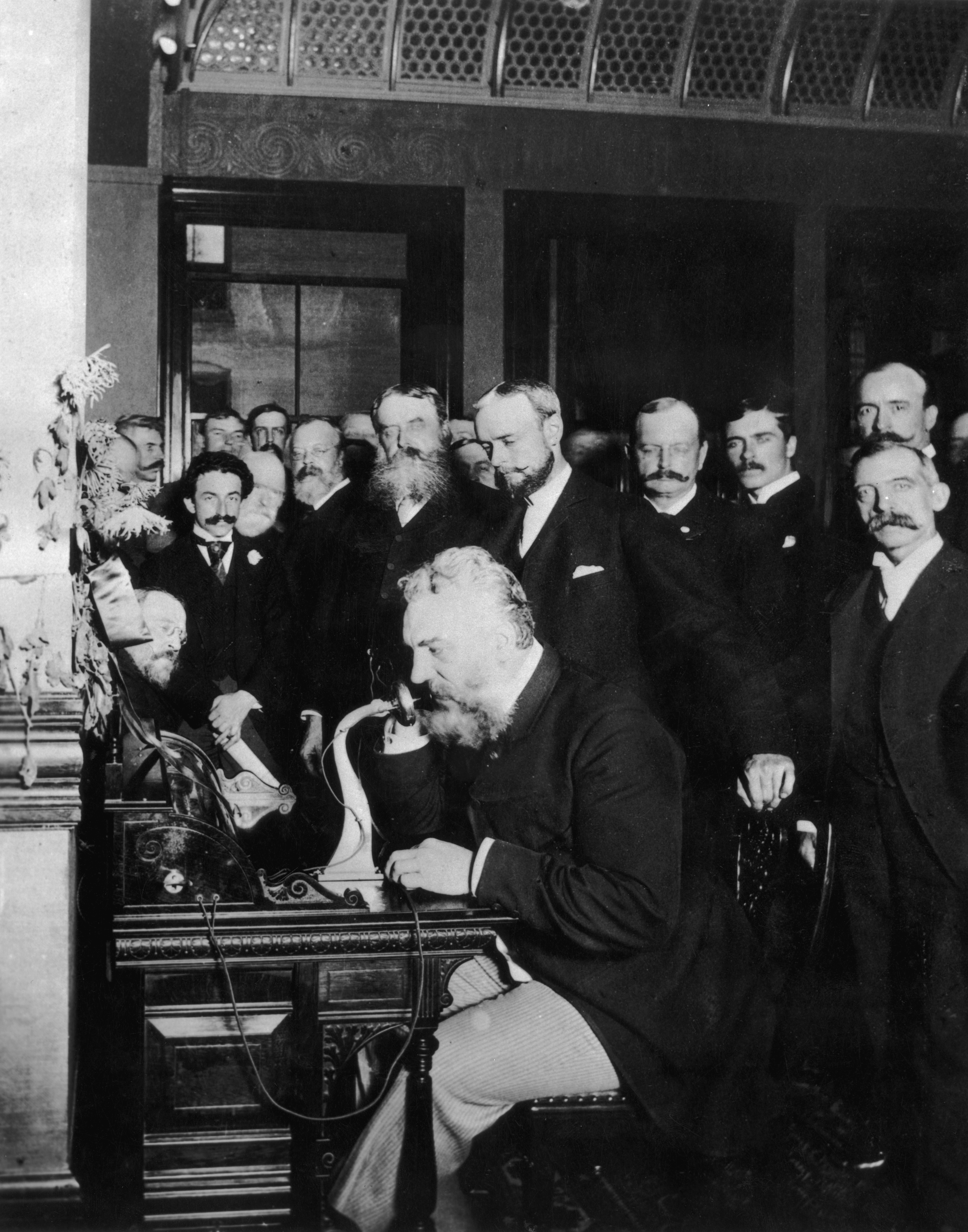
1892年、ニューヨークとシカゴを結ぶ初の電話回線の開設の記念式典で通話を行うベル

1881年までに、アメリカン・ベル電話会社はウェスタン・エレクトリックの支配権をウエスタンユニオンから買収した。その3年前、ハバードはウエスタンユニオンに対し電話の全ての権利を10万ドル（2024年の物価換算で約316万ドル）で売却すると申し出ていたが、これを断っていた。その数年後、ウエスタンユニオンの社長は、これは経営上の重大なミスであったと認めた。このミスにより、ウエスタンユニオンはその後、ベル電話会社から発展した新興の電話会社に吸収される寸前まで追い込まれることになるが、アメリカ政府による反トラスト法に基づく介入により、廃業の危機を免れた。
1880年、アメリカン・ベル電話会社は、後にAT&Tロング・ラインズとなる国内長距離電話事業を開始した。この事業は、アメリカにおいて初となる、商業的に実現可能なコストによる全米規模の長距離電話網を構築した。この事業は、1885年3月3日にニューヨークにおいてアメリカン・テレフォン・アンド・テレグラフ・カンパニー（アメリカ電信電話会社、American Telephone and Telegraph Company(AT&T)）として、ベル電話会社とは別会社として法人化された。ニューヨークから始まったAT&Tの長距離電話網は、1892年にはシカゴに達した。その後も多数の地域電話網がAT&Tの長距離電話網に接続され、最終的に北米大陸全土にわたる電話システムを形成した。
1899年12月30日、アメリカン・ベル電話会社の資産がAT&Tに移管された。アメリカン・ベルはマサチューセッツ州の法律に基づいて設立された会社だったが、同州の会社法が非常に制限的なものであり、同社の成長の妨げになっていたためだった。この資産移管により、AT&Tはアメリカン・ベルとベルシステムの両方の親会社となった。1900年末までに569,901株が発行され、1935年末には18,662,275株に増加した。